# Галиера
Галиѐра (на италиански: Galliera, на местен диалект Galîra, Галира) е община в северна Италия, провинция Болоня, регион Емилия-Романя. Разположено е на 9 m надморска височина. Населението на общината е 5555 души (към 2010 г.).
Административен център на общината е селището Сан Венанцио (San Venanzio).